# Norra Hagsjösjön
Norra Hagsjösjön är en sjö i Alvesta kommun i Småland och ingår i Mörrumsåns huvudavrinningsområde.